# Ermita de Nuestra Señora del Viso (Barrado)
La ermita de Nuestra Señora del Viso o simplemente ermita de Santa María es una ermita del siglo XVIII ubicada en el municipio español de Barrado, en la provincia de Cáceres. Alberga la imagen de la patrona del municipio, la Virgen del Viso.
Se ubica medio kilómetro al sur del cementerio de la villa, sobre un cerro ubicado junto al cruce de las carreteras EX-213 y CC-237. El cerro es conocido como mirador, ya que desde el entorno de la ermita se ve gran parte de la llanura del curso bajo del río Tiétar, además de parajes más cercanos como la sierra de San Bernabé o el valle de la garganta del Obispo.

## Historia y descripción
Por su aspecto, se suele fechar la estructura de la ermita en el siglo XVIII, aunque podría remontarse al siglo XVII. El Interrogatorio de la Real Audiencia de Extremadura de 1791 ya menciona la ermita como un lugar donde se celebraba misa en la fiesta de la Asunción de María el 15 de agosto y una romería el segundo día de Pascua. A pesar de su vínculo histórico con la fiesta de la Asunción, la Virgen del Viso no representa el ascenso de María a los cielos, sino que es una Virgen con Niño. En torno a esta imagen se desarrolló la tradición de que las novias le depositaran sus ramos.
El edificio consta de una nave cuyos tres tramos están delimitados por arcos con contrafuertes exteriores, que sostienen una bóveda de cañón. A esta nave se suma una capilla mayor con cúpula. Se accede a través de un arco de medio punto, ubicado en su imafronte y precedido por un tejadillo. La nave se cubre con tejado a dos aguas y la capilla mayor con tejado a cuatro aguas.
Su principal bien mueble es su retablo mayor, barroco y datado en el siglo XVIII. Aunque la obra es principalmente barroca, presenta algunas características ya del rococó. Alberga entre dos columnas la hornacina en la que se ubica la imagen de Nuestra Señora del Viso, la principal de varias esculturas que se sitúan en el retablo. Cuenta con remate en ático de forma curva.

## Uso actual
Desde el punto de vista eclesiástico, la ermita pertenece a la parroquia de San Sebastián, la única existente en Barrado, dependiente de la diócesis de Plasencia. Ha sido siempre una ermita directamente vinculada a la parroquia: según el Interrogatorio de la Real Audiencia de Extremadura de 1791, no tenía cofradía ni ermitaño, y se sostenía únicamente con las rentas de pequeñas parcelas rústicas y con algunas aportaciones de los vecinos que la visitaban y del concejo de la villa.
Actualmente, la principal función de esta ermita ha pasado a ser la de mirador turístico. Unos días antes del 15 de agosto, día de la fiesta de la Asunción, la imagen de la Virgen se traslada de la ermita al templo parroquial, que es donde actualmente tiene lugar la misa y procesión, acompañadas por una subasta de productos que los vecinos ofrecen para el mantenimiento de la tradición, conocida como el ofertorio. Por ser festivo el 15 de agosto, el día de la Virgen del Viso se ha convertido en una de las fiestas preferidas por los emigrantes para regresar a la villa. No debe confundirse esta fiesta con la jornada cultural creada por la cooperativa agraria de la villa en honor a la misma patrona, que se celebra en torno al 8 de setiembre, Día de Extremadura.
Las normas subsidiarias urbanísticas de Barrado protegen el edificio como monumento de relevancia local. Dichas normas, aprobadas en 2000, señalan que en dicha fecha el edificio estaba en un estado de conservación deficiente por tener la cubierta en muy mal estado.